# Ровіго
Ровіго, Ровіґо (італ. Rovigo, вен. Rovigo) — місто та муніципалітет в Італії, у регіоні Венето, столиця провінції Ровіго. Населення — 52 170 осіб (2014). Щорічний фестиваль відбувається 26 листопада. Покровитель — San Bellino vescovo.

## Географія
Ровіго розташоване на відстані близько 360 км на північ від Рима, 60 км на південний захід від Венеції.

## Демографія
Населення за роками:

Станом на 1 січня 2023 року в муніципалітеті офіційно проживало 5247 іноземців з 95 країн, серед них 1180 громадян країн Євросоюзу та 429 громадян України.

## Релігія
- Центр Адріє-Ровігської діоцезії Католицької церкви.

## Сусідні муніципалітети
- Ангуіллара-Венета
- Аркуа-Полезіне
- Барбона
- Боара-Пізані
- Бозаро
- Череньяно
- Коста-ді-Ровіго
- Креспіно
- Лузія
- Понтеккіо-Полезіне
- Сан-Мартіно-ді-Венецце
- Вескована
- Вілладозе
- Вілланова-дель-Геббо